# Reprezentacja Yap w piłce nożnej mężczyzn
Reprezentacja Yap w piłce nożnej – zespół piłki nożnej, który reprezentuje Wyspy Yap (część Mikronezji). Drużyna została założona w 1998 i nie należy do FIFA ani Oceania Football Confederation (OFC), lecz do organu NF-Board. Reprezentacja nie bierze udziału w żadnych turniejach międzynarodowych rozgrywanych pomiędzy innymi państwami. Do największego sukcesu reprezentacji należy zdobycie złotego medalu podczas Igrzysk Mikronezji 2001 rozegranych na terenie Wysp Yap oraz srebra zdobytego również podczas 9. edycji Igrzysk Mikronezji rozgrywanych na Wyspach Yap. 

## Historia reprezentacji

### Barwy reprezentacyjne
|  |  |

Zespół posiada barwy niebiesko-białe. Mecze domowe drużyna rozgrywa w niebieskich koszulkach, niebieskich spodenkach i białych getrach.

### Mecze rozegrane z innymi drużynami
| 27 lipca 1998 | Yap | 1:7 | Palau A | Koror, Palau |
|               |     |     |         |              |

| 28 lipca 1998 | Yap | 0:8 | Mariany Północne | Koror, Palau |
|               |     |     |                  |              |

| 30 lipca 1998 | Yap | 4:3 | Pohnpei | Koror, Palau |
|               |     |     |         |              |

| 31 lipca 1998 | Yap | 0:15 | Guam | Koror, Palau |
|               |     |      |      |              |

| 1 sierpnia 1998 | Yap | 3:6 | Palau B | Koror, Palau |
|                 |     |     |         |              |

| 3 sierpnia 1998 | Yap | 5:4 | Pohnpei | Koror, Palau |
|                 |     |     |         |              |

| 23 lipca 2001 | Yap | 5:0 | Chuuk | Tomil, Yap |
|               |     |     |       |            |

| lipiec 2001 | Yap | 1:1 | Pohnpei | Tomil, Yap |
|             |     |     |         |            |

| lipiec 2001 | Yap | 0:0 | Chuuk | Tomil, Yap |
|             |     |     |       |            |

| 27 lipca 2001 | Yap | 1:0 | Chuuk | Tomil, Yap |
|               |     |     |       |            |

| 25 lipca 2014 | Yap | 3:2 | Chuuk | Palikir, Pohnpei |
|               |     |     |       |                  |

| 26 lipca 2014 | Yap | 0:4 | Pohnpei | Palikir, Pohnpei |
|               |     |     |         |                  |

| 28 lipca 2014 | Yap | 2:2 | Palau | Palikir, Pohnpei |
|               |     |     |       |                  |

| 29 lipca 2014 | Yap | 1:3 | Chuuk | Palikir, Pohnpei |
|               |     |     |       |                  |

| 23 lipca 2018 | Yap | 4:2 | Chuuk | Gigil, Yap |
|               |     |     |       |            |

| 24 lipca 2018 | Yap | 2:2 | Pohnpei | Gigil, Yap |
|               |     |     |         |            |

| 25 lipca 2018 | Yap | 2:1 | Palau | Gigil, Yap |
|               |     |     |       |            |

| 26 lipca 2018 | Yap | 2:3 | Pohnpei | Gigil, Yap |
|               |     |     |         |            |

### Występy podczas Igrzysk Mikronezji
| Igrzyska Mikronezji               | Igrzyska Mikronezji                  | Igrzyska Mikronezji                  | Igrzyska Mikronezji                  | Igrzyska Mikronezji                  | Igrzyska Mikronezji                  | Igrzyska Mikronezji                  | Igrzyska Mikronezji                  |
| Rok                               | Rezultat                             | Rozegrane mecze                      | Zwycięstwa                           | Remisy                               | Porażki                              | Zdobyte bramki                       | Stracone bramki                      |
| --------------------------------- | ------------------------------------ | ------------------------------------ | ------------------------------------ | ------------------------------------ | ------------------------------------ | ------------------------------------ | ------------------------------------ |
| Mariany Północne 1969 – Guam 1994 | Nie rozgrywano turnieju piłki nożnej | Nie rozgrywano turnieju piłki nożnej | Nie rozgrywano turnieju piłki nożnej | Nie rozgrywano turnieju piłki nożnej | Nie rozgrywano turnieju piłki nożnej | Nie rozgrywano turnieju piłki nożnej | Nie rozgrywano turnieju piłki nożnej |
| Palau 1998                        | 5. miejsce                           | 6                                    | 2                                    | 0                                    | 4                                    | 13                                   | 43                                   |
| Yap 2001                          | 1. miejsce                           | 4                                    | 2                                    | 2                                    | 0                                    | 7                                    | 1                                    |
| Pohnpei 2014                      | 4. miejsce                           | 4                                    | 1                                    | 1                                    | 2                                    | 6                                    | 11                                   |
| Yap 2018                          | 2. miejsce                           | 4                                    | 2                                    | 1                                    | 1                                    | 10                                   | 8                                    |
| Łącznie                           | 4/4                                  | 18                                   | 7                                    | 4                                    | 7                                    | 36                                   | 63                                   |